# Navia (Gattung)
Navia ist eine Pflanzengattung in der Unterfamilie Navioideae innerhalb der Familie der Bromeliengewächse (Bromeliaceae). Früher wurden sie in die Unterfamilie Pitcairnioideae eingeordnet. Die etwa 93 Arten sind im nordöstlichen Südamerika (Kolumbien, Venezuela, Brasilien, Guyana und Suriname) verbreitet mit dem Guayana-Hochland als Entwicklungszentrum.

## Beschreibung

### Vegetative Merkmale
Bei Navia-Arten handelt sich um terrestrische, meist xerophytische, ausdauernde krautige Pflanzen, die manchmal durch vegetative Vermehrung Bestände bilden. Einige Arten bilden im Verlauf von vielen Jahren kleine, nicht verholzende Stämme, die manchmal auch verzweigt sein können.
In grundständigen oder endständigen Rosetten stehen die derben Laubblätter zusammen. Die flachen, nach innen oder zurück gebogenen Blattränder sind glatt oder stachelig gesägt. Mindestens die Blattunterseite ist beschuppt. Die Stomata besitzen schmale und breite Nebenzellen. Die Saugschuppen überlappen sich ein wenig, sind unregelmäßig und bei manchen Arten relativ dicht angeordnet. Es ist kein sternförmiges Chlorenchym und kein Hypodermalsklerenchym vorhanden.

### Generative Merkmale
Nur wenige Navia-Arten bilden einen mehr oder weniger langen Blütenstandsschaft; meist ist die endständige Blütenstandsachse gestaucht und so sitzt der Blütenstand nestartig in der Blattrosette. Die einfachen oder verzweigten, kopfigen Blütenstände besitzen manchmal auffällige Hochblätter. Es können Blütenstiele vorhanden sein.
Die je nach Art kleinen bis großen, zwittrigen Blüten sind dreizählig mit doppelter Blütenhülle. Von den drei löffelförmigen Kelchblättern überdecken die zwei oberen das untere. Die drei freien Kronblätter sind winzig. Es sind zwei Kreise mit je drei freien Staubblättern vorhanden. Drei Fruchtblätter sind zu einem oberständigen oder halb bis vollkommen unterständigen Fruchtknoten verwachsen. Der Griffel ist schlank. Die Bestäubung erfolgt meist durch Wind (Anemophilie); dies kommt bei keiner weiteren Gattung der Bromeliaceae vor.
Die Blütenformel lautet:
{\displaystyle \star \;K_{3}\;C_{3}\;A_{3+3}} oder {\displaystyle G_{\underline {(3)}}}
Es werden Kapselfrüchte gebildet. Die Samen besitzen eine netzartige Oberfläche und keine Anhängsel.

## Systematik und Verbreitung
Die Gattung Navia wurde 1830 durch Carl Friedrich Philipp von Martius und Julius Hermann Schultes in Johann Jakob Roemer und Josef August Schultes: Systema Vegetabilium, 7, 2, LXV, 1195 mit zwei Arten aufgestellt. Typusart ist Navia caulescens Mart. ex Schult. Der Gattungsname Navia ehrt den Naturwissenschaftler Bernard Sebastian von Nau († 1845). Die meisten Navia-Arten wurden von Lyman B. Smith, manchmal in Zusammenarbeit mit Julian Alfred Steyermark und Harold E. Robinson erstbeschrieben.
Da molekulargenetische Untersuchungen ergaben, dass die Unterfamilie Pitcairnioideae in ihrem ursprünglichen Umfang nicht monophyletisch war, wurde sie in mehrere Unterfamilien aufgeteilt. Dabei wurde die Unterfamilie Navioideae reaktiviert mit den Gattungen Brewcaria, Cottendorfia, Sequencia, Steyerbromelia und Navia. Aus der Gattung Navia wurden von Holst 1997 die Arten mit ährigen oder rispigen Blütenständen in die Gattung Brewcaria und die Arten mit Anhängseln am Samen in die Gattung Steyerbromelia ausgegliedert.
Das Verbreitungsgebiet ist das nordöstliche Südamerika mit Kolumbien, Venezuela, Brasilien, Guyana und Suriname, mit dem Guayana-Hochland als Entwicklungszentrum.
| Es gibt etwa 94 (Stand 2021) Navia-Arten: |
| - Navia abysmophila L.B.Sm.: Dieser Endemit gedeiht lokal häufig an Felsen an der Basis von Canyons im Sandsteinmassiv in Höhenlagen von etwa 1100 Metern nur in der Sierra de la Neblina (auch Cerro de la Neblina genannt) im Bundesstaat Amazonas in Venezuela. - Navia acaulis Mart. ex Schult. & Schult. f.: Sie gedeiht auf sandigen Böden, auf Felsen und in der Savanne in Höhenlagen von 270 bis 900 Metern in Kolumbien. - Navia affinis L.B.Sm.: Sie gedeiht, lokal häufig, an Felsen in Canyons in Höhenlagen von 700 bis 1300 Metern in der Sierra de la Neblina im Bundesstaat Amazonas in Venezuela und in der Serra Pirapucu im Bundesstaat im brasilianischen Amazonas. - Navia aliciae L.B.Sm., Steyerm. & H.Rob.: Sie gedeiht terrestrisch oder lithophytisch in Felsspalten an Ufern von Fließgewässern, im Geröll oder an umgestürzten Baumstämmen in Höhenlagen von 200 bis 700 Metern in Venezuela nur im Bundesstaat Amazonas (am Cerro Cariche, Cerro Huachamacari, Rio Cunucunuma). - Navia aloifolia L.B.Sm.: Sie gedeiht terrestrisch in Höhenlagen von 1700 bis 1900 Metern zwischen Sträuchern auf den Tepui der Sierra de la Neblina im Bundesstaat Amazonas in Venezuela. - Navia angustifolia (Baker) Mez: Sie kommt in Guyana nur in Marima vor. - Navia arida L.B.Sm. & Steyerm. (Syn.: Navia igneosicola L.B.Sm., Steyerm. & H.Rob.): Sie gedeiht terrestrisch oder lithophytisch in Felsspalten, Savannen und felsigen Waldland in Höhenlagen von 300 bis 700 Metern im Bundesstaat Bolivar (Rio Carrao, Sierra de Lema, nahe Uriman) in Venezuela und in Guayana nur im oberen Mazaruni Flussbecken. - Navia aurea L.B.Sm.: Sie bildet Bestände in trocken Felsspalten an Steilwänden des Cerro Duida sowie Cerro Marahuaka in Höhenlagen von 1200 bis 1300 Metern im Bundesstaat Amazonas in Venezuela. - Navia axillaris Betancur: Sie wurde 2001 aus Kolumbien erstbeschrieben. Dieser Endemit gedeiht in Höhenlagen von 450 bis 500 Metern auf nackten Felsen im Gipfelbereich der Plateaus der Sierra de Chiribiquete nur im kolumbianischen Departamento del Caquetá. - Navia barbellata L.B.Sm.: Dieser Endemit gedeiht an senkrechten Felswänden in Höhenlagen von etwa 1220 Metern in Guayana nur in Essequibo. - Navia berryana L.B.Sm., Steyerm. & H.Rob.: Dieser Endemit kommt nur am Cerro Vinilla und seiner Umgebung, Raudal de los Guaharibos entlang des oberen Orinocos, in der Sierra de Unturan im Bundesstaat Amazonas in Venezuela vor. Er gedeiht terrestrisch oder lithophytisch and felsigen Hängen, exponierten trockenen Standorten in Savannan, in Felsspalten und entlang von Fließgewässern auf Granitfelsen in Höhenlagen von 300 bis 600 Metern. - Navia bicolor L.B.Sm.: Dieser Endemit gedeiht auf Sandstein in einer xerophytischen Savanne in Höhenlagen von 390 bis 630 Metern nur am Cerro Chiribiquete im kolumbianischen Vaupes. - Navia brachyphylla L.B.Sm.: Dieser Endemit gedeiht terrestrisch in dichten Beständen an trockenen Hängen in Höhenlagen von 1300 bis vielleicht 2000 Metern im Cerro Duida im Bundesstaat Amazonas in Venezuela. - Navia breweri L.B.Sm. & Steyerm.: Dieser Endemit gedeiht terrestrisch im Schatten eines unteren montanen Galeriewaldes in Höhenlagen von 400 bis 600 Metern nur am Cerro Jaua beim Rio Canaracuni im Bundesstaat Bolivar in Venezuela. - Navia cardonae L.B.Sm.: Sie gedeiht terrestrisch oder lithophytisch an trockenen Hängen, entlang von Flussufern und in Felsspalten in Höhenlagen von 400 bis 800, selten bis zu 2000 Metern nur am Cerro Guaiquinima sowie Cerro Jaua am Rio Canaracuni im Bundesstaat Bolivar in Venezuela. - Navia caricifolia L.B.Sm.: Dieser Endemit gedeiht terrestrisch, lithophytisch oder epiphytisch und bildet große Bestände entlang von Felsen, saisonal überfluteten Ufern von Fließgewässern oder auf trockenen Felsen in Höhenlagen von 1100 bis 1500 Metern nur in Serrania Yutaje und Umgebung im Bundesstaat Amazonas in Venezuela. - Navia carnevalii L.B.Sm. & Steyerm.: Dieser Endemit gedeiht lithophytisch an Felsblöcken in offenen Wäldern in Höhenlagen von etwa 600 Metern nur am Cerro Aracamuni im Bundesstaat Amazonas in Venezuela. - Navia caulescens Mart. ex Schult. f.: Es gibt zwei Varietäten: - Navia caulescens Mart. ex Schult. f. var. caulescens: Sie gedeiht lithophytisch in Höhenlagen von etwa 580 Metern nur im kolumbianischen Amazonas. - Navia caulescens var. minor Schult. f.: Sie gedeiht lithophytisch an Felswänden und in Gipfelbereichen in Höhenlagen von 400 bis 700 Metern nur im kolumbianischen Vaupes sowie Amazonas. - Navia caurensis L.B.Sm.: Sie gedeiht lithophytisch an Sandsteinfelsen von Tepuis in Höhenlagen von 800 bis 1000 Metern nur im Bundesstaat Bolivar in Venezuela. - Navia colorata L.B.Sm.: Dieser Endemit gedeiht terrestrisch oder lithophytisch auf Felsen entlang von Tepuis und kleinen felsigen Savannen in Höhenlagen von 1800 bis 2000 Metern nur in Serrania Paru im Bundesstaat Amazonas in Venezuela. - Navia connata L.B.Sm. & Steyerm.: Dieser Endemit gedeiht terrestrisch oder epiphytisch an der Basis von Bäumen an Sandstränden, in Wäldern an Baumstämmen, an bemoosten Felsen manchmal als Bodendecker in Höhenlagen von 400 bis 600 Metern nur in der Sierra Ichun im Bundesstaat Bolivar in Venezuela. - Navia crassicaulis L.B.Sm., Steyerm. & H.Rob.: Dieser Endemit gedeiht auf Felsen an offenen und feuchten Standorten in Höhenlagen von 1700 bis 1800 Metern nur in der Sierra de la Neblina im Bundesstaat Amazonas in Venezuela. - Navia cretacea L.B.Sm.: Dieser Endemit gedeiht lithophytisch auf Felsen und an feuchten Felswänden in der südlichen Schichtstufe am Cerro Huachamacari in Höhenlagen von 1400 bis 1800 Metern, Rio Cunucunuma, im Bundesstaat Amazonas in Venezuela. - Navia crispa L.B.Sm.: Dieser Endemit gedeiht lithophytisch auf Felsen und terrestrisch auf felsigen Standorten im Wald nur im Cerro Moriche in Höhenlagen von 200 bis 300 Metern im Bundesstaat Amazonas in Venezuela. - Navia cucullata L.B.Sm.: Dieser Endemit gedeiht lithophytisch auf Felsen in der Savanne und an feuchten Felsenwänden nur im Cerro Guaiquinima in Höhenlagen von 700 bis 2000 Metern im Bundesstaat Bolivar in Venezuela. - Navia culcitaria L.B.Sm., Steyerm. & H.Rob.: Dieser Endemit gedeiht terrestrisch in dichten Beständen als dort häufige Art zwischen Felsen in der offenen Savannae in Höhenlagen von etwa 800 Metern nur am Cerro Vinilla im Bundesstaat Amazonas in Venezuela. - Navia delascionis L.B.Sm., Steyerm. & H.Rob.: Dieser Endemit gedeiht an exponierten, trockenen Standorten der Savanne und auf Quarzitfelsen in der Umgebung des Cerro Vinilla sowie nördlich davon in Höhenlagen von 440 bis 600 Metern nur im Departamento Rio Negro im Bundesstaat Amazonas in Venezuela. - Navia duidae L.B.Sm.: Es gibt zwei Varietäten im Bundesstaat Amazonas in Venezuela: - Navia duidae L.B.Sm. var. duidae: Dieser Endemit gedeiht in Höhenlagen von 1200 bis 1900 Metern nur am Cerro Duida auf den Hängen des Tepui oder in Wäldern in den Tälern im Bundesstaat Amazonas in Venezuela. - Navia duidae var. glabrior L.B.Sm.: Dieser Endemit gedeiht in Höhenlagen von 1100 bis 1400 Metern nur am Cerro Duida sowie Cerro Marahuaka auf Felsbänken von Fließgewässern im Bundesstaat Amazonas in Venezuela. - Navia ebracteata Betancur & Arbeláez: Dieser Endemit gedeiht lithophytisch in Ritzen von Sandsteinebenen in Höhenlagen von 130 bis 150 Metern in Kolumbien nur in Caqueta. - Navia emergens L.B.Sm., Steyerm. & H.Rob.: Dieser Endemit gedeiht terrestrisch an trockenen Hängen in Höhenlagen von 700 bis 900 Metern nur am Cerro Guaiquinima in Bolivar in Venezuela. - Navia filifera L.B.Sm., Steyerm. & H.Rob.: Dieser Endemit gedeiht in Höhenlagen von 1700 bis 1900 Metern nur in der Sierra de la Neblina auf den Gipfelbereichen der Tepuis im Bundesstaat Amazonas in Venezuela. - Navia fontoides L.B.Sm.: Sie gedeiht lithophytisch an Felswänden in Höhenlagen von 200 bis 250 Metern in Kolumbien. - Navia garcia-barrigae L.B.Sm.: Dieser Endemit gedeiht im Weißsandstein zwischen Felsen in Kolumbien nur in Amazonas. - Navia geaster L.B.Sm., Steyerm. & H.Rob.: Dieser Endemit gedeiht in dichten Beständen an schattigen Steilufern von Fließgewässern in Höhenlagen von etwa 1200 Metern nur am Cerro Marutani im Bundesstaat Bolivar in Venezuela. - Navia glandulifera B.Holst: Sie gedeiht lithophytisch in Höhenlagen von etwa 770 Metern nur im Bundesstaat Bolivar in Venezuela. - Navia glauca L.B.Sm.: Dieser Endemit gedeiht terrestrische nur auf dem Gipfelbereich des Cerro Duida in einer Höhenlage von etwa 2100 Metern im Bundesstaat Amazonas in Venezuela. - Navia gleasonii L.B.Sm.: Sie gedeiht in immergrünen Bergwäldern in Höhenlagen von 700 bis 800 Metern in Guyana und in Venezuela nur am Cerro Huachamacari im Bundesstaat Amazonas. - Navia graminifolia L.B.Sm.: Dieser Endemit gedeiht auf Sandstein in xerophytischen Savannen in Höhenlagen von 390 bis 630 Metern im Becken des Rio Apaporis nur in Vaupes in Kolumbien. - Navia heliophila L.B.Sm.: Sie gedeiht lithophytisch an Felswänden, in der Savanne oder Caatinga in Höhenlagen von 240 bis 270 Metern nur in Amazonas in Kolumbien. - Navia huberiana L.B.Sm., Steyerm. & H.Rob.: Dieser Endemit gedeiht in Höhenlagen von 100 bis 400 Metern in Beständen auf sandigen Ufern von Fließgewässern nur an der Basis des Cerro Duida in der Nähe von La Esmeralda im Bundesstaat Amazonas in Venezuela. - Navia igneosicola L.B.Sm., Steyerm. & H.Rob. - Navia immersa L.B.Sm.: Dieser Endemit gedeiht lithophytisch lokal als häufige Art an der Felswand der südlichen Schichtstufe des Cerro Huachamacari am Rio Cunucunuma in Höhenlagen von etwa 1400 Metern im Bundesstaat Amazonas in Venezuela. - Navia incrassata L.B.Sm. & Steyerm.: Dieser Endemit gedeiht lithophytisch in Beständen auf Felsen in Höhenlagen von 1900 bis 2100 Metern nur am Cerro Jaua im Bundesstaat Bolivar in Venezuela. - Navia intermedia L.B.Sm. & Steyerm.: Dieser Endemit gedeiht terrestrisch in Beständen an mit Sträuchern bewachsen exponierten Hängen in Höhenlagen von 1900 bis 2100 Metern nur am Cerro Jaua im Bundesstaat Bolivar in Venezuela. - Navia involucrata L.B.Sm.: Dieser Endemit gedeiht lokal als relativ häufige Art am Rand des Gipfelbereiches nur des Tepui Serrania Paru in Höhenlagen von etwa 2000 Metern im venezolanischen Bundesstaat Amazonas. - Navia jauana L.B.Sm., Steyerm. & H.Rob.: Dieser Endemit gedeiht terrestrisch, lithophytisch oder epiphytisch in Bergwäldern an feuchten Felsvorsprüngen in Höhenlagen von selten 400 bis, meist 1900 bis 2100 Metern nur am Cerro Sarisarinama im Bundesstaat Bolivar in Venezuela. - Navia lactea L.B.Sm., Steyerm. & H.Rob.: Dieser Endemit gedeiht auf exponierten Felsen in Waldlichtungen in Höhenlagen von etwa 1500 Metern nur auf dem Tepui Cerro Sipapo im venezolanischen Bundesstaat Amazonas. - Navia lanigera L.B.Sm.: Dieser Endemit gedeiht lithophytisch als lokal häufige Art nur auf dem Gipfelbereich des Tepui Cerro Camani in Höhenlagen von etwa 1800 Metern im Bundesstaat Amazonas in Venezuela. - Navia lasiantha L.B.Sm. & Steyerm.: Dieser Endemit gedeiht terrestrisch und lithophytisch in Gruppen entlang exponierter, strauchbestandener Hänge oder in Felsspalten in Höhenlagen von 1700 bis 2000 Metern nur am Cerro Jaua im Bundesstaat Bolivar in Venezuela. - Navia latifolia L.B.Sm.: Dieser Endemit gedeiht im Bereich eines Wasserfalles in einer Höhenlage von etwa 1300 Metern nur am Cerro Duida am Rio Cunucunuma im Bundesstaat Amazonas in Venezuela. - Navia lepidota L.B.Sm.: Dieser Endemit gedeiht an steilen Felsen am Rand der Schichtstufe auf dem Gipfelbereich des Cerro de la Neblina in Höhenlagen von 1700 bis 2000 Metern nordwestlich des Camp Cumbre am Rio Yatua im Bundesstaat Amazonas in Venezuela. - Navia liesneri L.B.Sm., Steyerm. & H.Rob.: Bundesstaat Amazonas in Venezuela - Navia lindmanioides L.B.Sm.: Bundesstaat Amazonas in Venezuela - Navia linearis L.B.Sm., Steyerm. & H.Rob.: Bundesstaat Amazonas in Venezuela - Navia luzuloides L.B.Sm., Steyerm. & H.Rob.: Bundesstaat Bolivar in Venezuela - Navia maguirei L.B.Sm. (Syn.: Navia maguirei var. minor L.B.Sm.): Sie gedeiht terrestrisch in einer Savanne nordöstlich des Tafelberges in Surinam. - Navia mima L.B.Sm.: Bundesstaat Amazonas in Venezuela - Navia mosaica B.Holst: Bundesstaat Amazonas in Venezuela - Navia myriantha L.B.Sm.: Bundesstaat Amazonas in Venezuela - Navia navicularis L.B.Sm. & Steyerm.: Bundesstaat Bolivar in Venezuela - Navia nubicola L.B.Sm.: Bundesstaat Amazonas in Venezuela - Navia ocellata L.B.Sm. (Syn.: Navia lactea L.B.Sm., Steyerm. & H.Rob.): Bundesstaat Amazonas in Venezuela - Navia octopoides L.B.Sm.: Bundesstaat Amazonas in Venezuela - Navia ovoidea L.B.Sm., Steyerm. & H.Rob.: Bundesstaat Bolivar in Venezuela - Navia paruana B.Holst: Bundesstaat Amazonas in Venezuela - Navia parvula L.B.Sm.: Es gibt zwei Varietäten: - Navia parvula L.B.Sm. var. parvula: Bundesstaat Amazonas in Venezuela - Navia parvula var. expansa L.B.Sm.: Bundesstaat Amazonas in Venezuela - Navia patria L.B.Sm. & Steyerm.: Bundesstaat Amazonas in Venezuela - Navia pauciflora L.B.Sm. (Syn.: Navia albiflora L.B.Sm., Steyerm. & H.Rob.): Sie gedeiht auf den Felsen im Gipfelbereich des Tepui (Cerro Marahuaca und Cerro Duida) in Höhenlagen von etwa 1400 Metern im venezolanischen Bundesstaat Amazonas. - Navia phelpsiae L.B.Sm.: Bundesstaat Amazonas in Venezuela - Navia pilarica Betancur: Sie kommt im kolumbianischen Caqueta vor. - Navia piresii L.B.Sm., Steyerm. & H.Rob.: Bundesstaat Amazonas in Venezuela - Navia polyglomerata L.B.Sm., Steyerm. & H.Rob.: Bundesstaat Amazonas in Venezuela - Navia pulvinata L.B.Sm.: Bundesstaat Amazonas in Venezuela - Navia pungens L.B.Sm.: Bundesstaat Amazonas in Venezuela - Navia robinsonii L.B.Sm.: Bundesstaat Bolivar in Venezuela - Navia sandwithii L.B.Sm.: Sie kommt in Guyana nur in Essequibo vor. - Navia saxicola L.B.Sm.: Bundesstaat Amazonas in Venezuela - Navia schultesiana L.B.Sm.: Sie kommt im kolumbianischen Vaupes vor. - Navia scirpiflora L.B.Sm., Steyerm. & H.Rob.: Bundesstaat Bolivar in Venezuela - Navia scopulorum L.B.Sm.: Bundesstaat Bolivar in Venezuela - Navia semiserrata L.B.Sm.: Bundesstaat Amazonas in Venezuela - Navia serrulata L.B.Sm.: Bundesstaat Amazonas in Venezuela - Navia splendens L.B.Sm.: Bundesstaat Bolivar in Venezuela und Guyana - Navia stenodonta L.B.Sm.: Bundesstaat Amazonas in Venezuela - Navia steyermarkii L.B.Sm.: Bundesstaat Amazonas in Venezuela - Navia subpetiolata L.B.Sm.: Bundesstaaten Bolivar und Amazonas in Venezuela - Navia tentaculata B.Holst: Bundesstaat Bolivar in Venezuela - Navia tenuifolia Barbosa-Silva & Forzza: Sie wurde 2018 erstbeschrieben. Sie gedeiht an feuchten Felswänden in Höhenlagen von 990 bis 1250 Metern im venezolanischen Bundesstaat Amazonas. - Navia terramarae L.B.Sm. & Steyerm.: Bundesstaat Amazonas in Venezuela - Navia trichodonta L.B.Sm.: Bundesstaat Amazonas in Venezuela - Navia umbratilis L.B.Sm.: Bundesstaat Amazonas in Venezuela - Navia viridis L.B.Sm.: Bundesstaat Amazonas in Venezuela - Navia wurdackii L.B.Sm.: Bundesstaat Bolivar in Venezuela - Navia xyridiflora L.B.Sm.: Bundesstaat Amazonas in Venezuela |

Nicht mehr zu Gattung Navia gehören:
- Navia brevifolia Griseb. → Deuterocohnia brevifolia (Griseb.) M.A.Spencer & L.B.Sm.
- Navia brocchinioides L.B.Sm. → Brewcaria brocchinioides (L.B.Sm.) B.Holst
- Navia cataractarum Sandwith → Brocchinia cataractarum (Sandwith) B.Holst
- Navia diffusa L.B.Sm. → Steyerbromelia neblinae B.Holst
- Navia fluviatilis L.B.Sm. → Brocchinia rupestris (Gleason) B.Holst
- Navia gracilis L.B.Sm. → Brewcaria reflexa (L.B.Sm.) B.Holst
- Navia hechtioides L.B.Sm. → Brewcaria hechtioides (L.B.Sm.) B.Holst
- Navia hohenbergioides L.B.Sm. → Brewcaria hohenbergioides (L.B.Sm.) B.Holst
- Navia platyphylla L.B.Sm. & Steyerm. → Steyerbromelia ramosa (L.B.Sm.) B.Holst
- Navia plowmanii L.B.Sm., Steyerm. & H.Rob. → Steyerbromelia neblinae B.Holst
- Navia ramosa L.B.Sm. → Steyerbromelia ramosa (L.B.Sm.) B.Holst
- Navia reflexa L.B.Sm. → Brewcaria reflexa (L.B.Sm.) B.Holst
- Navia rupestris (Gleason) Sandwith → Brocchinia rupestris (Gleason) B.Holst
- Navia thomasii L.B.Sm., Steyerm. & H.Rob. → Steyerbromelia thomasii (L.B.Sm., Steyerm. & H.Rob.) B.Holst

Navia lopezii L.B.Sm. wurde oft zitiert als einzige Art, die keine sonst für die Familie typischen Saugschuppen besitzt. Julian Alfred Steyermark & Berry stellten 1984 in Annals of the Missouri Botanical Garden, Volume 71, S. 297 diese Art als Aratitiyopea lopezii in eine neue Gattung Aratitiyopea in die Familie der Xyridaceae. So besitzen jetzt alle Bromelienarten Saugschuppen.

## Weiterführende Literatur
- T. J. Givnish, J. C. Pires, S. W. Graham, M. A. McPherson, L. M. Prince, T. B. Patterson: Phylogeny, biogeography, and ecological evolution in Bromeliaceae: Insights from ndhF sequences. In: J. T. Columbus, E. A. Friar, J. M. Porter, L. M. Prince, M. G. Simpson: Monocots: Comparative Biology and Evolution. Poales, Rancho Santa Ana Botanical Garden, Claremont, 2006, 23, Seite 3–26.
- B. K. Holst: Bromeliaceae, S. 548–676, In: P. E. Berry, B. K. Holst, K. Yatskievych (Herausgeber): Flora of the Venezuelan Guayana, Volume 2, Missouri Botanical Garden, St. Louis, USA, 1997.
- Lyman B. Smith, Robert Jack Downs: Flora Neotropica, Volume 14, No. 1: Pitcairnioideae (Bromeliaceae), 1974, Hafner Press, New York, USA, ISBN 0-89327-303-1.